# Adolf Echtler

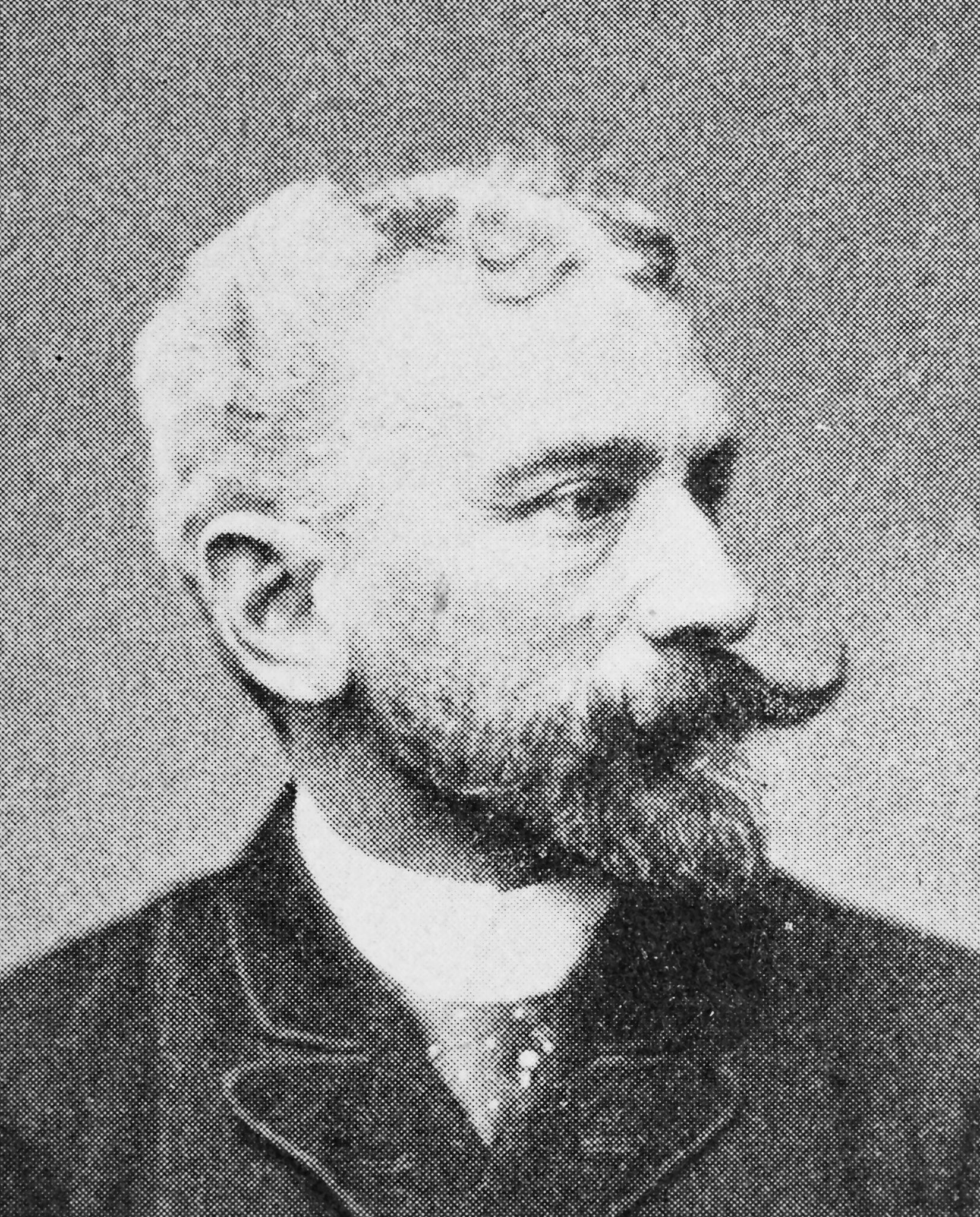
Adolf Echtler (um 1890)

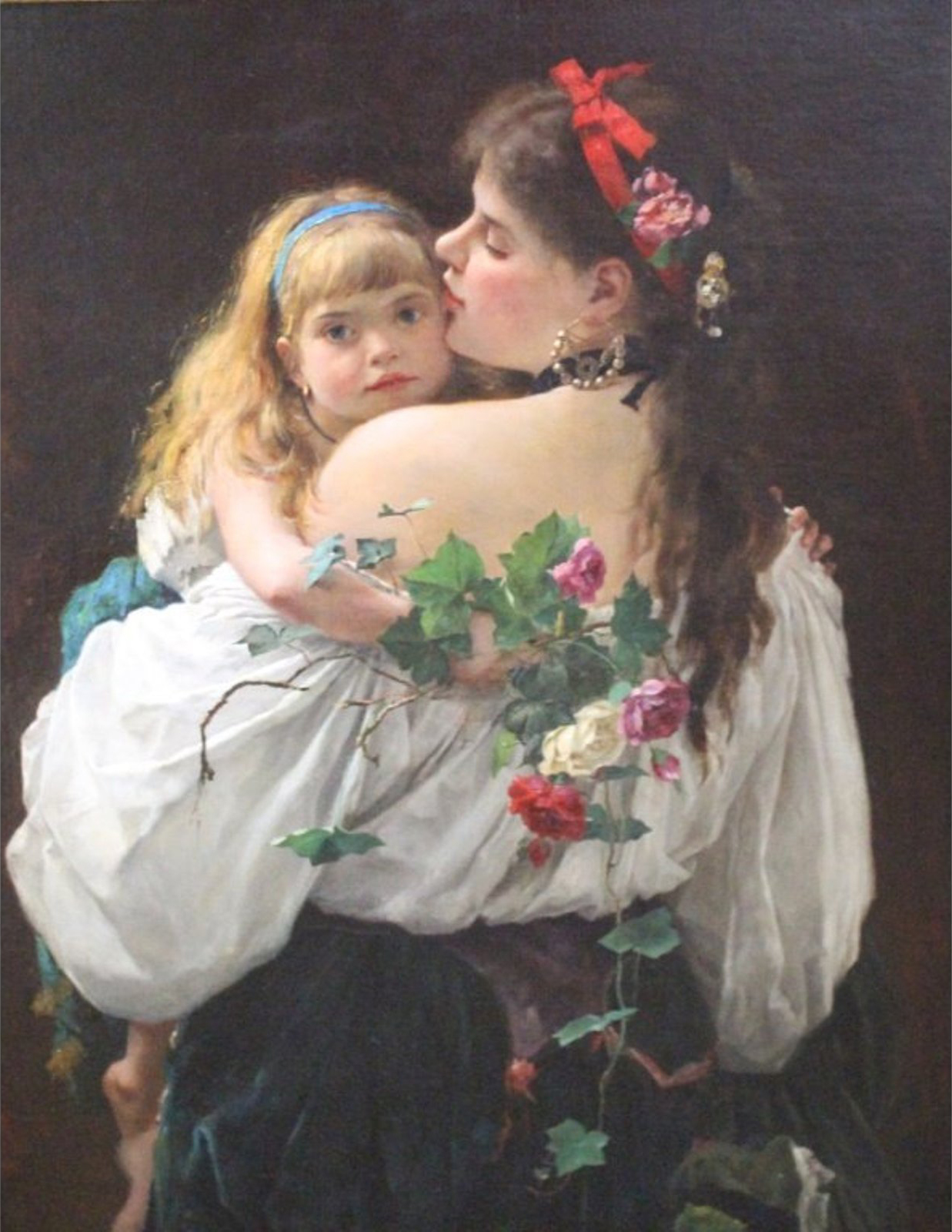
Mutter und Tochter

Adolf Echtler (* 5. Mai 1843 in Danzig; † 23. September 1914 in München) war ein deutscher Genremaler.
Adolf Echtler war der Sohn des Malers und Fotografen Eduard Echtler. Als Kind kam Echtler mit seinem Vater 1847 nach Riga, 1850 dann nach Sankt Petersburg, wo ihm sein Vater den ersten Malunterricht erteilte. Aus gesundheitlichen Gründen ging Echtler um 1860 nach Venedig, wo er sein Studium an der Akademie der Schönen Künste begann. Danach studierte er an der Kunstakademie in Wien sowie in München bei Wilhelm von Diez.
Seit 1869 stellte er seine Werke in München, Berlin, Düsseldorf, Dresden und Königsberg aus. 1870 wurde er Mitglied des Wiener Künstlerhauses.
Er heiratete 1876 in Aachen. Adolf Echtler war von 1877 bis 1886 in Paris tätig und nahm dort von 1879 bis 1885 am Salon teil. 1878 wurde er in Paris Vater eines Sohnes, den er ebenfalls Adolf nannte. Seine Ehefrau starb 1886. Danach zog Echtler mit seinem Sohn nach München. 1896 erhielt er auf der Internationalen Kunstausstellung in Berlin eine große Goldmedaille. Er besuchte mehrmals Venedig. Abbildungen seiner Werke erschienen auch in der Zeitschrift „Die Gartenlaube“.
Er war Ehrenmitglied der Königlichen Akademie der Künste in München und trug den Titel eines königlichen Professors.
Sein Sohn Adolf studierte seit dem 2. Mai 1899 an der Münchener Kunstakademie bei Gabriel von Hackl.